# Jacob Andersen (sejler)
 For alternative betydninger, se Jacob Andersen. (Se også artikler, som begynder med Jacob Andersen)
Jens Jacob Andersen (født 16. maj 1892, død 3. maj 1955) var en dansk olympisk sejlsportsmand i Dinghy klassen. Andersen deltog i 1928 i Sommer-OL i Amsterdam, Holland.